# Базери, Этьен
Этьен Базери (фр. Étienne Bazeries; 21 августа 1846, Пор-Вандр, Франция — 1931, Франция) — солдат, а затем и офицер французской армии, работник и советник французского МИД и криптограф.

## Ранние годы
Этьен Базери родился 21 августа 1846 г. в маленьком городишке Порт-Вендрес в семье полицейского. Через несколько дней после семнадцатилетия, Базери отправился рекрутом во французскую армию. Его пленили во время франко-прусской войны, но Базери бежал, переодевшись каменщиком. В 1874 году он был произведен в лейтенанты, и его отправили в Алжир, в 1875 году он вернулся во Францию. В следующем году женился на Мари-Луизе Бертон. У него было три дочери: Цезарина, Фернанда и Поль.

## Деятельность в сфере криптографии
Интерес к криптоанализу появился у Базери благодаря криптограммам, помещаемые в газетах в колонках личной переписки. В 1890 году Базери заявил, что французский военный шифр легко поддается расшифровке без знания ключа. Для проверки этого утверждения генерал корпуса Шарль Фэй предоставил Базери несколько шифрованных телеграмм, и Базери действительно их прочитал. Шифр был изменён и перед введением в действие предложен Базери для проверки, и снова ему удалось прочитать текст, не зная ключа. Начались мучительные поиски методов шифрования, не связанных с короткопериодическим гаммированием по шифру Виженера. Основная проблема заключалась в изготовлении и распределении ключевой информации между абонентами сети засекреченной связи. Базери показал, что ограниченный объём ключевой информации, приводящий к периодическому повторению гаммы шифра, позволяет найти достаточно простые методы криптоанализа. Базери выдвигал и собственные предложения в области защиты секретной информации. Однако предлагаемые Базери шифровальные устройства отвергали из-за сложности изготовления и применения. Ему указывали, что необходимо устройство, которое не требовало бы от шифровальщика «большого умственного напряжения». Этьен Базери оказался практиком в криптоанализе. В плане теории шифрования он ничего нового не создал, но практическое искусство дешифрования он поднял на новую высоту. Криптограф-любитель, француз Бор, изобрел печатающий шифратор. Будучи знакомым с Базери, он направил ему шифрованное сообщение в полной уверенности в том, что его оппонент не сможет раскрыть переданное ему шифрованное послание. Однако, поскольку в нём также был использован короткопериодический лозунг, Базери без труда дешифровал послание: «Если вы дешифруете это, то пусть меня повесят». Базери отправил Бору письмо, в котором выражал уверенность в том, что наказание не будет исполнено.

## Работа во французском МИД
В августе 1891 году известность Базери обеспечила ему работу в криптобюро французского министерства иностранных дел. Его основным занятием в это время становится криптоанализ. Одним из примечательных случаев стала расшифровка писем анархистов, ставшая доказательством из вины в суде в 1892 году. Базери привлекался к дешифрованию переписки криминальных группировок. Слабости их шифров были очевидными. Дешифровальная работа Базери позволила раскрыть центры связи преступных групп. В 1899 году Базери ушёл в отставку с государственной службы, но оставался советником министерства иностранных дел Франции. В том же году Базери помог полиции раскрыть шифр тайных документов заговорщиков, желавших возродить власть короля. Способности Базери в области дешифрования были эффективно использованы французскими спецслужбами в начале Первой мировой войны, когда Базери принял участие в дешифровании немецких телеграмм.

## Работа с шифрами прошлого

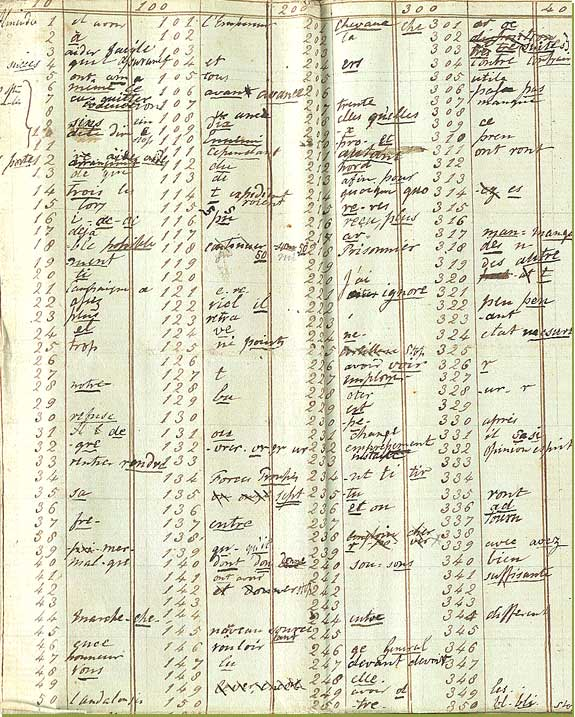
Малый шифр Наполеона (Petit Chiffre) (реконструирован Базери)

По предложению начальника генерального штаба, Базери занялся изучением архивов Людовика XIV, зашифрованных Великим Шифром по системе Россиньоля. На разгадку у него ушло три года. В бумагах обнаружился приказ короля поместить в заключение узника с тем, чтобы на прогулки он появлялся только […]. Здесь в тексте письма следуют две кодовые группы, которые не удалось расшифровать. Ряд исследователей предположил, что эти кодовые группы означают «…в маске». Этим узником был генерал Вивьен де Булонд (фр. Vivien de Bulonde), покрывший позором себя и французскую армию во время Девятилетней войны. Если это предположение верно, то Базери разгадал одну из интереснейших загадок французской истории, тайну Железной маски.
Ему также удалось почти полностью восстановить несложный код Наполеона I, который он использовал в низовых звеньях своей армии. Этот код был раскрыт русскими специалистами и реконструирован Базери.

## Работы Базери

### Цилиндр Базери
Одним из изобретений Базери в этом плане являлось повторение дискового шифратора Джефферсона («цилиндр Базери»).
20 колес, с нанесенным на них в случайной последовательности алфавитом, одевались в определенном ключом порядке на одну ось, поворачивались до тех пор, пока в одном ряду не набирали первые 20 букв сообщения, затем шифровку считывали с другого ряда, также определяемого ключом, после чего операция повторялась. На этом, весьма незамысловатом принципе создавались практически все шифровальные машины до Второй мировой войны.
Маркиз де Виари, противник идей Базери, доказал принципиальную возможность раскрытия шифра Базери. Дешифрование облегчалось неслучайным характером расположения букв на дисках, в основе которого лежали фразы типа: «Бог хранит Францию», «Честь и Родина» и т. п. Военное министерство отказалось принять на вооружение изобретение Базери, хотя аналогичное устройство в начале 20-х годов XX века использовала армия США.

### Военный шифр
Несмотря на неуспех своего изобретения Базери не остановился. Он предложил еще один военный шифр, для реализации которого нужны были только бумага и карандаш. В основу шифра была положена простая (одноалфавитная) замена, сменяемая с каждым новым сообщением, и перестановка. Буквы заменялись на числа (А = 0, В = 1 и т. д.) Разовым ключом являлись две буквы, числовые обозначения которых записывались прописью. Например, ключ SG в числовом виде есть 186 (S = 18, G = 6), и соответствующая запись-ключ (лозунг) есть ONEHUNDREDEIGHTYSIX. Из этого лозунга уже известным способом порождалась последовательность букв шифралфавита: ONEHUDRIGTYSXABCFJKLMPQVWZ.
После замены по этому алфавиту (A = O, B = N, C = E, Z = Z …) полученный текст делится на трехзначные группы, и эти группы переставлялись между собой по ключу перестановки. В шифртекст вставлялись «пустышки» на заранее оговоренных «ключевых» местах. Однако и это предложение Базери было отвергнуто под тем предлогом, что данный шифр «не дает достаточных гарантий безопасности».
Этот вывод был в достаточной мере обоснован. В XIX веке сочетание простой замены с перестановкой уже не являлось стойкой системой защиты информации.

### Книга «Раскрытые секретные шифры»

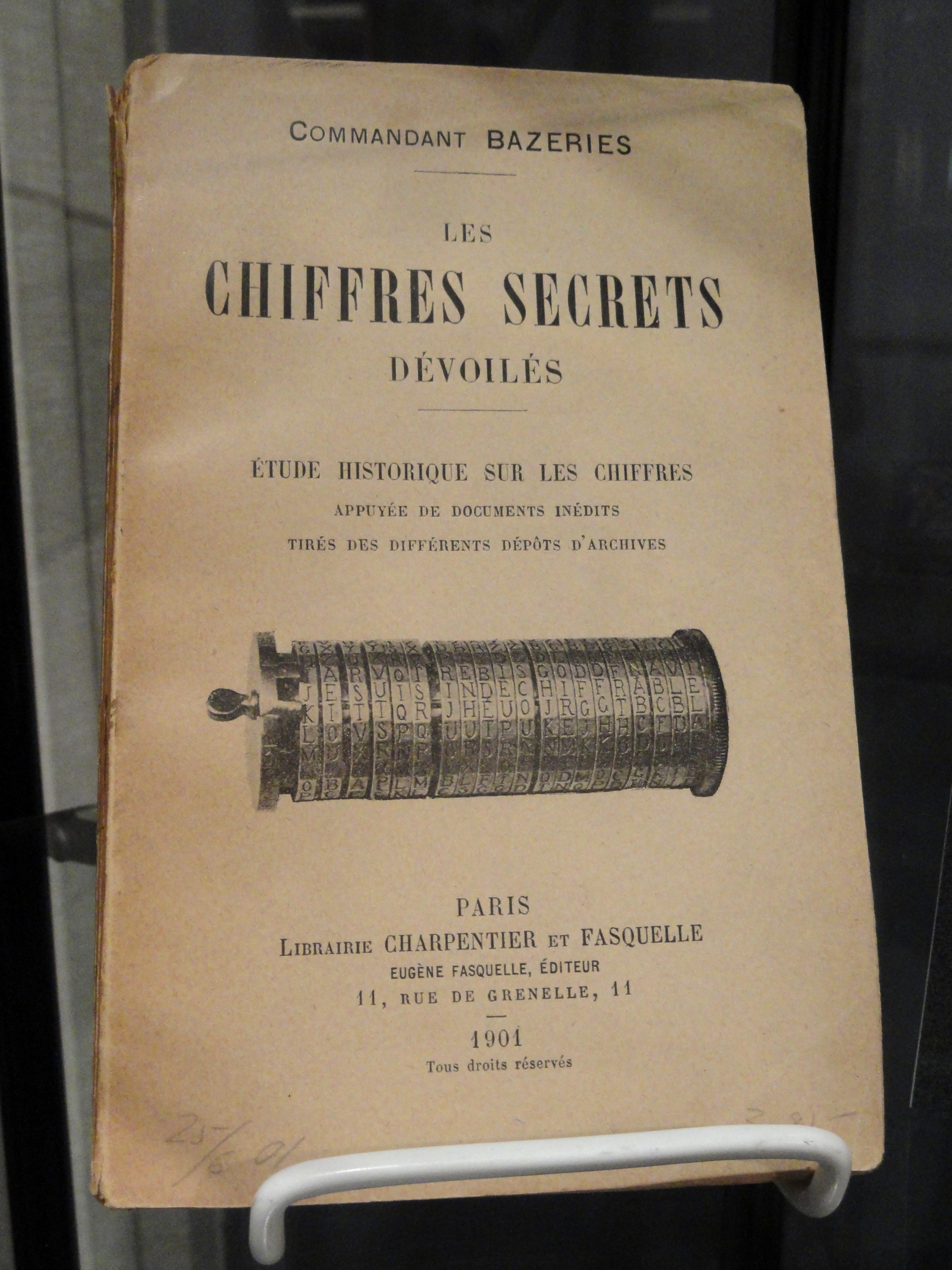
«Раскрытые секретные шифры»

Обиженный Базери выпустил небольшую книгу под названием «Раскрытые секретные шифры», в которой в насмешливом тоне охарактеризовал официальных криптографов военного ведомства Франции. Своего оппонента де Виари он обвинил «в ереси». В оценке «чужих» шифров он проявил явную необъективность. Тем не менее, книга Базери, в отличие от его изобретений, приобрела широкую популярность, и именно она обессмертила его имя в истории криптографии. Позитивный эффект, вызванный публикацией этой книги, заключается в разъяснении особых требований к военно-полевым шифрам. Так, Базери справедливо утверждал, что коды мало пригодны в военно-полевых условиях в связи с техническими сложностями их оперативного использования, поскольку кодирование существенно задерживает передачу требуемого сообщения.

## Смерть
Умер Этьен Базери 7 ноября 1931. Историк Дэвид Кан описывает его как «великого прагматика криптологии. Его теоретические результаты незначительны, но он был одним из величайших природных криптоаналитиков, которых знала наука.»